# Kijūrō Shidehara
El barón Kijūrō Shidehara  (幣原 喜重郎  Shidehara Kijūrō?) (11 de agosto de 1872-10 de marzo de 1951) fue un destacado diplomático japonés y el cuadragésimo cuarto primer ministro de Japón, del 9 de octubre de 1945 al 22 de mayo de 1946. Fue el mayor defensor del pacifismo en Japón antes y después de la Segunda Guerra Mundial. Su cónyuge Masako fue la cuarta hija de Yatarō Iwasaki, fundador del zaibatsu Mitsubishi.

## Biografía
Nació en Kadoma, Osaka. Su padre fue el primer presidente de la Universidad Imperial de Taipéi. Shidehara estudió en la Universidad Imperial de Tokio, y se graduó de la Facultad de Leyes. Después de graduarse encontró empleo en el Ministerio de Asuntos Exteriores, y fue enviado a Chemulpo, Corea, en 1896. Desde entonces trabajó en la embajada japonesa en Londres, Amberes y Washington D. C., y fue embajador en los Países Bajos, regresando a Japón en 1915.
En 1915 fue nombrado viceministro de Asuntos Exteriores y continuó en ese cargo durante cinco administraciones consecutivas. En 1919 fue designado embajador en los Estados Unidos y encabezó la delegación japonesa en la Conferencia Naval de Washington. Por sus negociaciones se dio el retorno de la provincia de Shandong a China. No obstante, mientras fue embajador, los Estados Unidos promulgaron leyes de migración discriminatorias con los japoneses que causaron mucho malestar en Japón. En 1920 se le dio el título de danshaku (barón).

### Carrera política
En 1924 Shidehara fue nombrado ministro de Asuntos Exteriores del gabinete del primer ministro Katō Takaaki y continuó en el cargo durante los Gobiernos de los primeros ministros Wakatsuki Reijirō y Hamaguchi Osachi (en total, en los años 1924-1927 y 1929-1931). A pesar del creciente militarismo japonés, Shidehara intentó mantener una política no intervencionista hacia China y buenas relaciones con el Reino Unido y los Estados Unidos, a quienes admiraba. En su discurso inicial a la Dieta de Japón, prometió mantener los principios de la Sociedad de Naciones.
La liberal política exterior japonesa de la década de 1920 fue conocida como «Diplomacia de Shidehara». En octubre de 1925, Shidehara sorprendió a otros delegados al presionar por un acuerdo a las demandas de China por autonomía arancelaria. En marzo de 1927, durante el Incidente de Nankín rehusó respaldar un ultimátum preparado por otras potencias, que amenazaban con represalias contra las tropas del Kuomintang de Chiang Kai-shek porque estas habían atacado consulados y establecimientos extranjeros. El malestar de los militares por las políticas de Shidehara hacia China fue uno de los factores que llevaron al fin del Gobierno del primer ministro Wakatsuki en abril de 1927. Durante su carrera diplomática, Shidehara fue conocido por su dominio del idioma inglés.
Durante su segundo periodo como ministro de Asuntos Exteriores, que comenzó en 1931, reanudó inmediatamente su política no intervencionista en China e intentó mejorar las relaciones de Japón con el Gobierno del Kuomindang. De nuevo Shidehara fue criticado por los militares, quienes creían que su línea política debilitaba al país, especialmente tras la conclusión de la Conferencia Naval de Londres, en 1930, que originó una gran crisis política.
Cuando el primer ministro Hamaguchi Osachi fue gravemente herido en un intento de asesinato, Shidehara desempeñó el cargo interino de primer ministro hasta marzo de 1931. En septiembre de 1931, un grupo del ejército japonés invadió Manchuria sin autorización del Gobierno central, tras el Incidente de Mukden. Así terminó efectivamente la política no intervencionista hacia China, y la carrera de Shidehara como ministro de Asuntos Exteriores. En octubre de 1931, Shidehara apareció en la portada de la revista Time, con el título «Japan's Man of Peace and War» Shidehara se mantuvo en el Gobierno entre 1931 y 1945, pero mantuvo un perfil bajo hasta el fin de la Segunda Guerra Mundial.

### Trayectoria como primer ministro
Cuando Japón se rindió, en 1945, Shidehara estaba semirretirado. Sin embargo, en buena medida por su reputación proestadounidense, se lo designó como el segundo primer ministro japonés de posguerra, cargo que desempeñó desde el 9 de octubre de 1945 al 22 de mayo de 1946. Junto con el puesto de primer ministro, recibió la presidencia del Partido Progresista (Shinpo-tō). 
El gabinete de Shidehara esbozó una nueva Constitución para Japón según las directivas del general Douglas MacArthur, pero el borrador fue vetado por las autoridades de ocupación. Según MacArthur y otros, fue Shidehara quien originalmente propuso la inclusión del Artículo 9 de la Constitución de Japón, que limita la soberanía del Estado japonés por cuanto prohíbe a Japón entrar en guerra. Shidehara, en sus memorias Gaikō gojunen (Diplomacia de cincuenta años, 1951) admitió su autoría, y describió como la idea se le ocurrió durante un viaje en tren a Tokio. De hecho, cuando era embajador en Washington, se familiarizó con la idea de «ilegalizar la guerra» en la ley internacional y constitucional.
Sin embargo, sus políticas económicas, supuestamente conservadoras, y sus lazos familiares con los intereses del grupo Mitsubishi no lo hicieron muy popular con los movimientos de izquierda. El gabinete de Shidehara renunció tras las primeras elecciones japonesas de posguerra, cuando el Partido Liberal de Japón obtuvo la mayoría de votos. Shigeru Yoshida entonces fue designado primer ministro. Shidehara se unió al Partido Liberal un año después, luego que el primer ministro Tetsu Katayama formase un Gobierno socialista. Siendo uno de los mayores críticos de Katayama, Shidehara fue elegido presidente de la Cámara de Representantes. Murió mientras desempeñaba su cargo en 1951.